# Cranopsis (chi ốc biển)
Cranopsis là một chi ốc biển, là động vật thân mềm chân bụng sống ở biển trong họ Fissurellidae.

## Các loài
Các loài trong chi Cranopsis gồm có:
- Cranopsis agger (Watson, 1883)[2]
- Cranopsis antillana (Pérez Farfante, 1947)[3]
- Cranopsis asturiana (P. Fischer, 1882)[4]
- Cranopsis billsae (Pérez Farfante, 1947)[5]
- Cranopsis cucullata (Gould, 1846)
- Cranopsis decorata Cowan & McLean, 1968
- Cranopsis erecta (Dall, 1889)[6]
- Cranopsis granulata (Seguenza, 1862)[7]
- Cranopsis larva (Dall, 1927)
- Cranopsis major (Dall, 1891)
- Cranopsis multistriata (Dall, 1914)
- Cranopsis pelex A. Adams, 1860